# Fredi Bobic
Fredi Bobic (30 de octubre de 1971, Maribor, Yugoslavia) es un exfutbolista alemán de origen yugoslavo, se desempeñaba de delantero centro. Tras su retiro, ejerce de director deportivo del Eintracht Fráncfort.

## Biografía
Nacido en la ciudad de Maribor, en la antigua República Federal Socialista de Yugoslavia, Bobic es hijo de padre esloveno y madre croata. Unos pocos meses después de nacer, sus padres emigraron a Alemania Federal, estableciéndose en el pueblo de Ditzingen, en el estado de Baden-Württemberg. Empezó a jugar en el club de dicho pueblo, el TSF Ditzingen, donde jugaría entre 1990 y 1992.
Poco después comenzó a jugar para el Stuttgarter Kickers, el equipo tradicionalmente modesto de la ciudad de Stuttgart, antes de fichar por el VfB Stuttgart, principal equipo de la ciudad. En ese tiempo obtuvo la ciudadanía alemana. Jugando para el Stuttgart, Bobic se destapó como uno de los mejores delanteros de la Bundesliga a mediados de los 90 y ya en su primera temporada con el Stuttgart debutó con la selección de fútbol de Alemania. En la temporada 1995-96 fue el máximo goleador de la Bundesliga al anotar 17 tantos. Compartiendo delantera en el Stuttgart con el brasileño Giovane Élber y el búlgaro Krassimir Balakov, fueron llamados "El Triángulo Mágico".
Tras cuatro años con el Stuttgart, en 1999 Bobic ficha por el Borussia Dortmund, siendo el máximo goleador del club en las temporadas 1999-00 y 2000-01. Pero en verano de 2001, la adquisición del Dortmund de los delanteros Jan Koller y Márcio Amoroso hicieron que el número de minutos de Bobic en el club disminuyera de forma drástica. Falto de minutos, fue cedido al Bolton Wanderers inglés en la segunda mitad de la temporada 2001-02, donde anotó 4 goles en 15 partidos, incluyendo un hat-trick ante el Ipswich Town.
Sin minutos ni sitio en el Dortmund, Bobic fichó por el Hannover 96, recién ascendido por entonces a la Bundesliga, donde mostró su mejor versión anotando 14 goles en 27 partidos y siendo uno de los máximos goleadores del campeonato, además de contribuir a la permanencia del equipo. En 2003 ficharía por el Hertha BSC donde jugaría las temporadas 2003-04 y 2004-05, anotando 8 goles en 54 partidos. Su última temporada en activo la vivió en el HNK Rijeka de Croacia, donde jugaría en el último tramo de la temporada 2005-06.

### Participaciones en Eurocopa
| Torneo        | Sede       | Resultado    |
| ------------- | ---------- | ------------ |
| Eurocopa 1996 | Inglaterra | Campeón      |
| Eurocopa 2004 | Portugal   | Primera fase |

## Clubes
| Club                | País       | Año         | Partidos | Goles |
| TSF Ditzingen       | Alemania   | 1990 - 1992 | 62       | 32    |
| Stuttgarter Kickers | Alemania   | 1992 - 1994 | 62       | 26    |
| VfB Stuttgart       | Alemania   | 1994 - 1999 | 148      | 69    |
| Borussia Dortmund   | Alemania   | 1999 - 2002 | 56       | 17    |
| Bolton Wanderers    | Inglaterra | 2002        | 15       | 4     |
| Hannover 96         | Alemania   | 2002 - 2003 | 27       | 14    |
| Hertha BSC          | Alemania   | 2003 - 2005 | 54       | 8     |
| NK Rijeka           | Croacia    | 2006        | 8        | 2     |

## Palmarés

### Campeonatos nacionales
| Título           | Club          | País     | Año  |
| ---------------- | ------------- | -------- | ---- |
| Copa de Alemania | VfB Stuttgart | Alemania | 1997 |
| Copa de Croacia  | NK Rijeka     | Croacia  | 2006 |

### Campeonatos internacionales
| Título   | Equipo (*)        | Sede       | Año  |
| -------- | ----------------- | ---------- | ---- |
| Eurocopa | Selección alemana | Inglaterra | 1996 |